# بول كاري
بول كاري (بالإنجليزية: Paul Curry)‏ هو شخصية أعمال أمريكي، ولد في 1917، وتوفي في 1986.